# Ålborgs stift

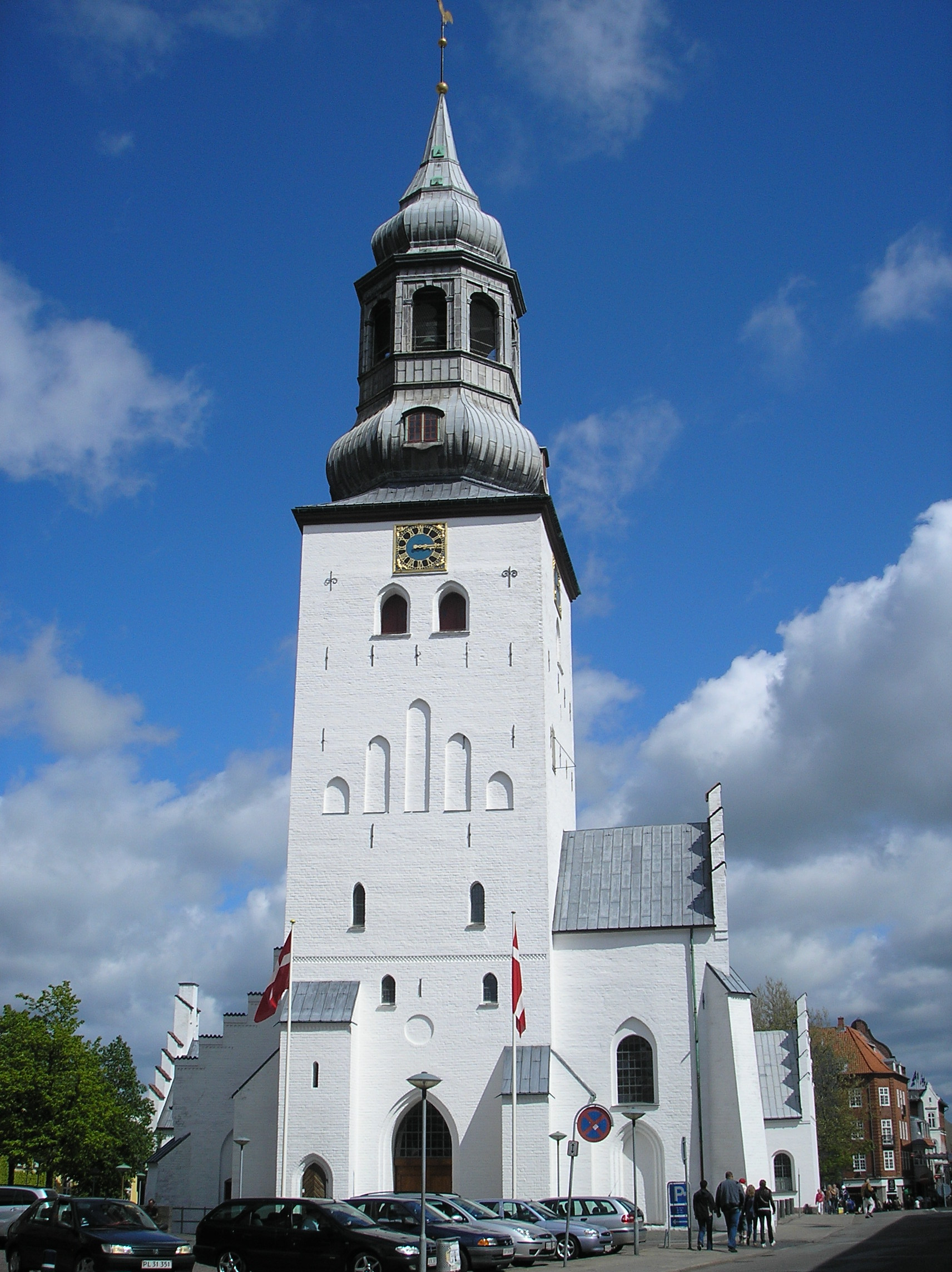
Sankt Budolfi Kirke, Ålborg.

Ålborgs stift (danska: Aalborg Stift) är ett stift i den danska folkkyrkan. Biskopssäte är Ålborg och Sankt Budolfi Kirke där är stiftets domkyrka. Stiftet omfattar ön Vendsyssel-Thy och även ett stycke land söder om Limfjorden som går genom Ålborg.

## Historisk bakgrund

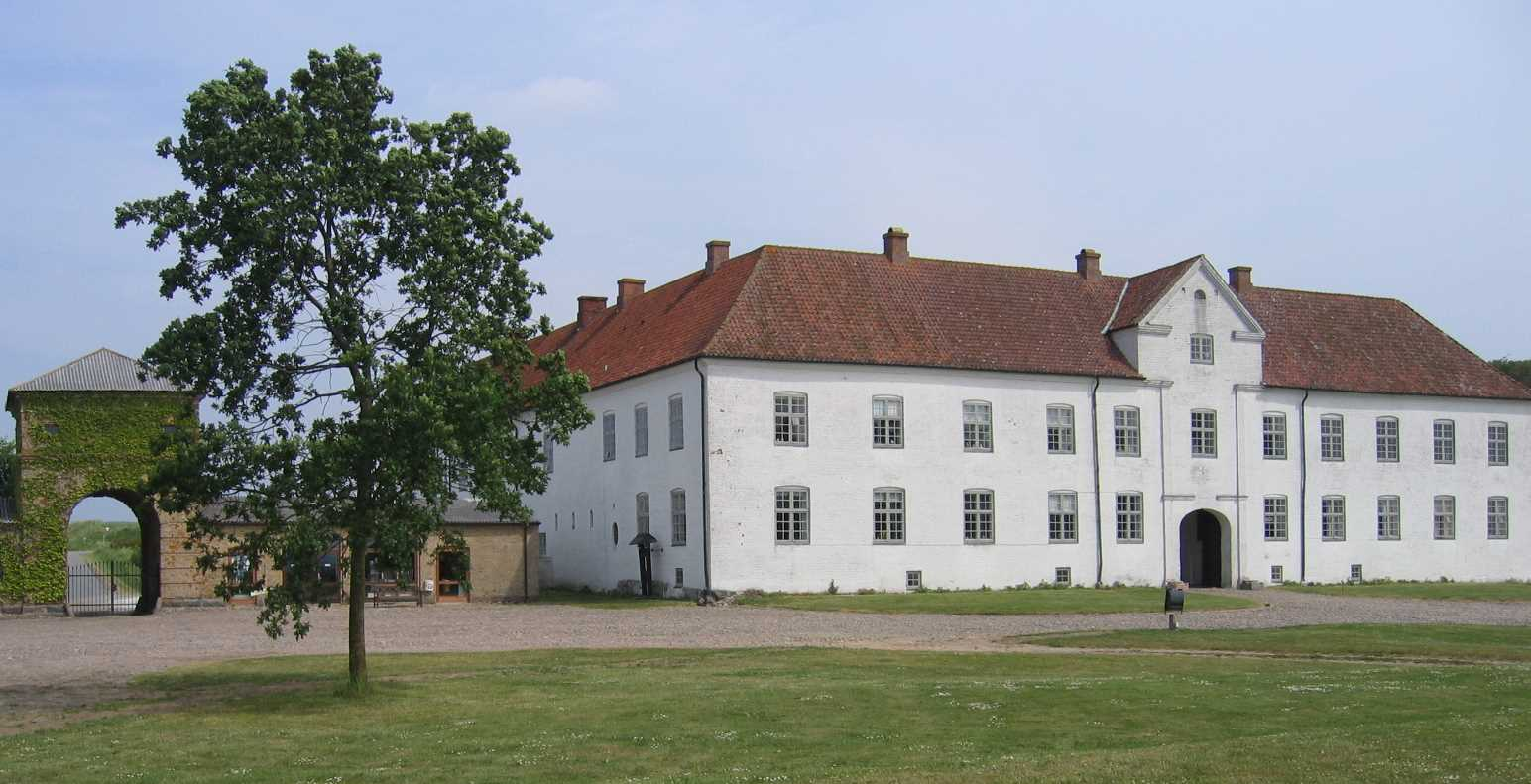
Børglums kloster

Børglums stift, som fick sin första biskop år 1139, var Ålborgs stifts föregångare. Børglums kloster, vid Jyllands och Vendsyssels nordkust vid Nordsjön, var biskopssäte i detta stift. Före 1139 låg biskopssätet dock i Vestervig och Vestervigs kyrka minner än idag om denna tid. Den sista biskopen av Vestervig var biskop Keld, vars tid på biskopsstolen tog slut år 1134. Hur flytten gick till mellan år 1134 och år 1139 är inte visst, men kungsgården i Børglum överläts till Børglums kloster, som senare blev ett premonstratenskloster. – Stiftet, som under medeltiden ibland även kallades Vendsyssels stift, omfattade samma område som dagens Ålborgs stift.
Efter reformationen 1536 sekulariserades Børglums kloster och drogs in till kronan – för att senare förlänas till adelsmän och präster. Samtidigt med sekulariseringen avskaffades Børglums stift, men det återupprättades igen 1554. Biskopen i det nyupprättade stiftet fick dock samma år sitt residens i Ålborg och inte i Børglum. Stiftet bytte därför så småningom namn till Ålborgs stift.

## Biskopar
- 1554 - 1557: Laurids Nielsen
- 1557 - 1587: Jørgen Mortensen Bornholm
- 1587 - 1609: Jacob Holm
- 1609 - 1642: Christen Hansen
- 1642 - 1668: Anders Andersen Ringkjøbing
- 1668 - 1672: Morits Kønning
- 1672 - 1683: Mathias Foss
- 1683 - 1693: Henrik Bornemann
- 1693 - 1708: Jens Bircherod
- 1708 - 1735: Frands Thestrup
- 1735 - 1737: Christoffer Mumme
- 1737 - 1778: Broder Brorson
- 1778 - 1806: Christian Beverlin Studsgaard
- 1806 - 1827: Rasmus Jansen
- 1833 - 1851: Nikolai Fogtmann
- 1851 - 1856: S.C.W. Bindesbøll
- 1856 - 1875: P.C. Kierkegaard
- 1875 - 1888: P.E. Lind
- 1888 - 1900: V.C. Schousbue
- 1900 - 1905: Fredrik Nielsen
- 1905 - 1915: Christen Møller
- 1915 - 1930: Christian Ludwigs
- 1930 - 1940: Paul Oldenbourg
- 1940 - 1950: D. von Huth Smith
- 1950 - 1975: Erik Jensen
- 1975 - 1991: Henrik Christiansen
- 1991 - 2010: Søren Lodberg Hvas
- 2010 -  : Henning Toft Bro